# Gambusia beebei
Gambusia beebei är en fiskart i familjen levandefödande tandkarpar som lever endemiskt i Miragoane-sjön på Tiburon-halvön i Haiti.

## Utseende
Arten är en liten men robust fisk. Honan kan bli 59 mm lång, men hanen sällan längre än 33 mm. Förutom genom storleken skiljs könen från varandra genom honans större buk, och genom att analfenan hos hanen är omvandlad till ett kanalförsett parningsorgan – ett så kallat gonopodium.

## Fortplantning
Hos Gambusia beebei sker fortplantningen genom inre befruktning, där hanens gonopodium används som parningsorgan. Arten är vivipar och honan föder sålunda levande ungar. Detta kan upprepas flera gånger utan mellanliggande parningar, eftersom honan som hos alla Gambusia kan spara livskraftig sperma i äggledarna genom så kallad förrådsbefruktning.